# 比格迪半島

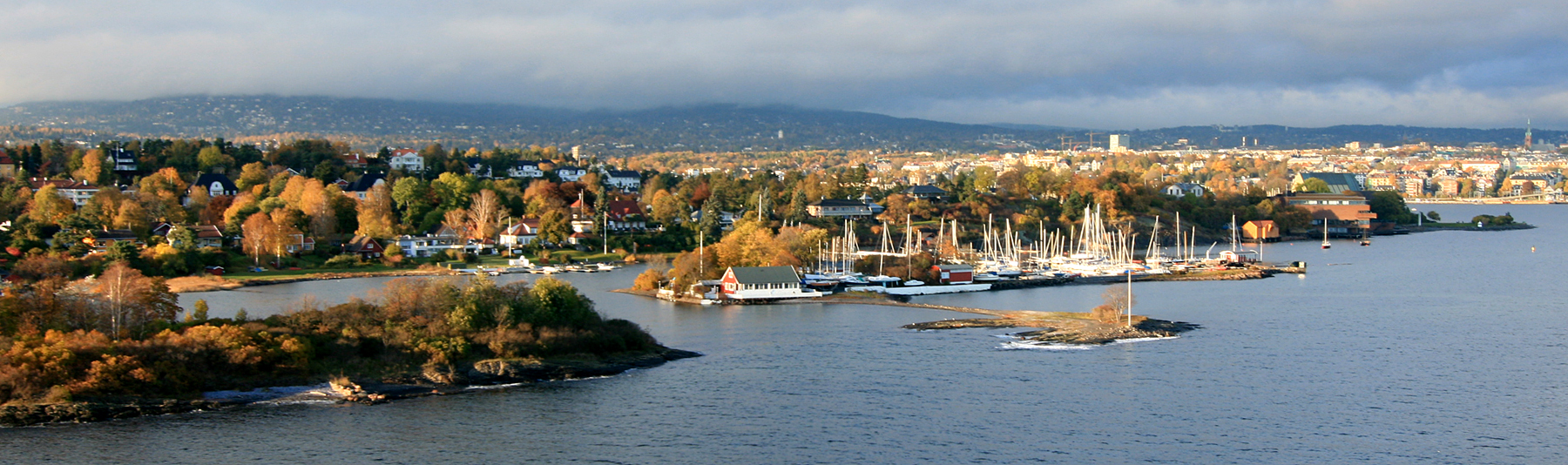
比格迪半島（Bygdøy）

比格迪半島 是位於挪威首都奧斯陸西部的一個半島。比格迪半島上有多座博物館，也是挪威歷史最古老，擁有最豐富文化景觀的地區之一。比格迪半島也擁有美麗的公園、森林和海灘等自然景觀。在2004年印度洋大海嘯之後，挪威在比格迪半島修建了一座紀念館。

## 外部連結
- Kon-Tiki Museum - Thor Heyerdahl's Research Foundation
- Bygdøy, Oslo's Museum Centre （页面存档备份，存于）

59°54′25″N 10°40′49″E / 59.90694°N 10.68028°E